# Oberkotzau
Oberkotzau település Németországban, azon belül Bajorországban. Lakosainak száma 5427 fő (2023. december 31.). Oberkotzau Schwarzenbach an der Saale és Konradsreuth községekkel határos.

## Népesség
A település népessége az elmúlt években az alábbi módon változott:
| Lakosok száma | 1905 | 5265 | 5490 | 5513 | 5445 | 5403 | 5341 | 5357 | 5265 | 5427 |
|               | 1875 | 1950 | 1975 | 2011 | 2013 | 2014 | 2016 | 2018 | 2021 | 2023 |